# Рододендрон Редовского
Рододе́ндрон Редо́вского (Rhododendron redowskianum Maxim.) — растение из рода рододендронов. Назван в честь русского ботаника Ивана Ивановича Редовского (1774—1807).
На Дальнем Востоке России распространен в Приморском и Хабаровском краях в центральной и северной части Сихотэ-Алиня, в Амурской области в верховьях Буреи и Зеи, в центральной части Сахалина.
Самый маленький из растущих на Дальнем Востоке рододендронов.
Растет на гольцах, сырых каменистых осыпях, в горных тундрах выше пояса горных лесов.
Высота — до 20 см. Листья овальные, к основанию суженые (8 — 18 мм в длину, 2,5 — 7 мм в ширину), тупые, кожистые, слегка зубчатые, по краям реснички, собраны на концах побегов, на зиму полностью опадают.
Цветки малиново-лиловые, до 1,5 см в диаметре, одиночные либо собранные по 2-3 вместе. Цветет в июле.
Плод — яйцевидная коробочка (3 — 6 мм в длину).